# Wavrans-sur-l'Aa
 Wavrans-sur-l'Aa  es una población y comuna francesa, situada en la región de Norte-Paso de Calais, departamento de Paso de Calais, en el distrito de Saint-Omer y cantón de Lumbres.

## Demografía
| 853 | 897 | 938 | 1035 | 1196 | 1225 |
| Para los censos de 1962 a 1999 la población legal corresponde a la población sin duplicidades (Fuente: INSEE [Consultar]) |     |     |      |      |      |